# Erbschein

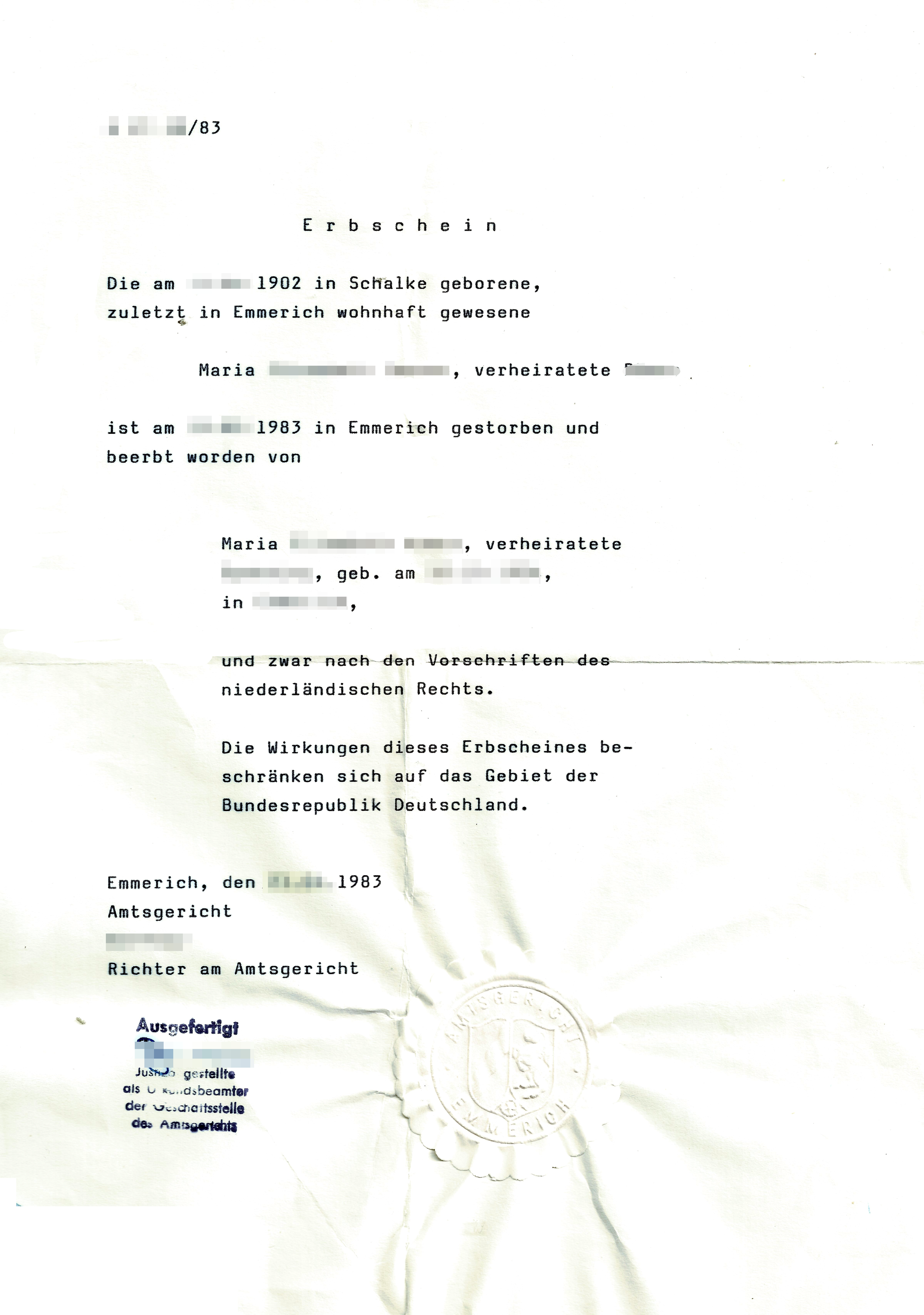
Erbschein, ausgestellt 1983 vom Amtsgericht Emmerich

Der Erbschein ist in Deutschland ein amtliches Zeugnis in Form einer öffentlichen Urkunde nach § 417 ZPO, das für den Rechtsverkehr feststellt, wer Erbe ist und welchen Verfügungsbeschränkungen dieser unterliegt. Der Erbschein stellt dabei auf das Erbrecht zur Zeit des Erbfalls ab, sodass spätere Veränderungen grundsätzlich unberücksichtigt bleiben. Umfasst der Nachlass auch Vermögenswerte im EU-Ausland, so kann die Erbenstellung sowohl in Deutschland als auch im EU-Ausland alternativ durch ein Europäisches Nachlasszeugnis (kurz: ENZ) nachgewiesen werden. Allerdings ist das Europäische Nachlasszeugnis im Vergleich zum deutschen Erbschein deutlich umfangreicher und besitzt nur eine Geltungsdauer von 6 Monaten.           

## Allgemeines
Beim Tod des Erblassers ist für interessierte Dritte zunächst unklar, wer dessen Rechtsnachfolge als legitimer Erbe angetreten hat. Der Erbschein beseitigt diese Unsicherheit im Rechtsverkehr. Erteilung und Wirkungen des Erbscheins ergeben sich aus den § 2353 bis § 2370 BGB und §§ 352 ff. FamFG.

## Inhalt und Erfordernis
Der Erbschein weist die Erben und – im Falle der Erbengemeinschaft – den Anteil der Miterben am Nachlass aus (§ 352a FamFG). Ferner weist er Beschränkungen des Erbrechts aus, z. B. die Anordnung der Testamentsvollstreckung und die Anordnung der Vor- und Nacherbschaft (§ 352b FamFG).
Der Nachweis des Erbrechts muss nicht zwingend durch einen Erbschein erfolgen, wenn nicht durch Gesetz oder Vertrag etwas anderes festgelegt wurde.
Gesetzliche Regelungen gibt es insbesondere im Hinblick auf Grundstücke: Der Nachweis des Erbrechts gegenüber dem Grundbuchamt kann grundsätzlich nur durch einen Erbschein erbracht werden (§ 35 Abs. 1 Satz 1 GBO). Eine praktisch bedeutsame Ausnahme gilt jedoch, wenn der Erblasser ein öffentliches, z. B. (notarielles) Testament oder einen notariellen Erbvertrag errichtet hat. Dann ersetzt dieses Testament zusammen mit dem Eröffnungsprotokoll den Erbschein, (§ 35 Abs. 1 Satz 2 GBO). Erachtet das Grundbuchamt das Erbrecht nicht durch das öffentliche Testament als nachgewiesen (z. B. weil es unklar formuliert ist oder durch ein späteres handschriftliches Testament teilweise abgeändert wurde), kann es die Vorlage eines Erbscheins verlangen (§ 35 Abs. 1 Satz 2 GBO). Daneben anerkennt das Grundbuchamt noch den Nachweis des Erbrechts durch ein nur auf Grundstücke bezogenes Überweisungszeugnis nach § 36 GBO. 
Vertragliche Regelungen fanden sich insbesondere in den Allgemeinen Geschäftsbedingungen der Kreditinstitute. Danach konnten diese die Vorlage eines Erbscheins verlangen. Ausnahmen machten die meisten Banken nur, wenn ein (notarielles) Testament vorgelegt wurde, es sich um einen geringen Betrag handelte und eine Haftungserklärung unterzeichnet wurde. Mit Urteil vom 8. Oktober 2013 hat der Bundesgerichtshof jedoch festgestellt, dass ein pauschales Bestehen auf einem Erbschein in den AGB unzulässig ist. Seither kann ein Erbschein grundsätzlich nicht mehr verlangt werden, wenn nicht im Einzelfall individuelle Zweifel an der Erbberechtigung bestehen. In der Regel ist ein notarielles Testament in Verbindung mit dem Eröffnungsbeschluss nunmehr ausreichend.
Kein Erbschein ist zunächst erforderlich, wenn eine wirksame Vollmacht des Erblassers vorliegt, welche mit dem Tod nicht endet (transmortale Vollmacht) oder welche mit dem Tod wirksam wird (postmortale Vollmacht). Der Bevollmächtigte kann nach außen hin über den Nachlass verfügen, ist aber – wenn er nicht selbst alleiniger Erbe ist – intern an die Weisungen der Erben gebunden und ihnen gegenüber rechenschaftspflichtig. Ist streitig, wer die Erben sind, schafft wiederum ein Erbschein Klarheit.
Außerdem ist kein Erbschein erforderlich, wenn im Vertrag ein „Begünstigter auf den Tod“ benannt ist. Dann vollzieht sich der Rechtsübergang gerade nicht erbrechtlich: Nicht die Erben erwerben den zugewandten Gegenstand, sondern der Begünstigte direkt. Das ist oft bei Lebensversicherungen der Fall, kann aber auch für Sparverträge oder andere Vermögensgegenstände so geregelt sein.

## Publizitätswirkung
Die Ausstellung eines Erbscheins ändert nichts an der objektiven Rechtslage, wem tatsächlich das Erbrecht zusteht. In § 2365 BGB wird aber die – widerlegbare – Vermutung aufgestellt, dass die Person, die im Erbschein bezeichnet ist, tatsächlich Erbe (Allein- bzw. Miterbe zum angegebenen Anteil) ist und dass keine anderen als die darin genannten Verfügungsbeschränkungen bestehen. Die Vermutung beschränkt sich nur auf den gesetzlich vorgeschriebenen Inhalt des Erbscheins, nicht jedoch auf weitere Angaben, die in ihm aufgeführt sind (wie Person eines Testamentsvollstreckers, Geschäftsfähigkeit des Erben, gesetzlicher oder testamentarischer Berufungsgrund). Die gesetzliche Vermutung des § 2365 BGB wirkt für den im Erbschein genannten Erben, aber auch gegen ihn, etwa hinsichtlich der Nachlassverbindlichkeiten.
Diese Publizitätswirkung des Erbscheins endet erst mit seiner Einziehung durch das Gericht bzw. seiner Kraftloserklärung gemäß § 2361 BGB oder nach der Herausgabe nach § 2362 BGB. Stellt sich im Nachhinein die Unrichtigkeit des erteilten Erbscheins heraus, so muss ihn das Nachlassgericht von Amts wegen einziehen oder für kraftlos erklären. Unrichtigkeit liegt vor, wenn die Voraussetzungen für die Erteilung bereits ursprünglich nicht gegeben waren oder nachträglich entfallen sind und der Erbschein nach Überzeugung des Gerichts nicht hätte erteilt werden dürfen. Die wahren Erben werden dann regelmäßig einen neuen, geänderten Erbschein beantragen.
Der wirkliche Erbe hat gegen den vermeintlichen Erben einen Anspruch auf Herausgabe des Erbscheins an das Nachlassgericht (§ 2362 Abs. 1 BGB).

## Öffentlicher Glaube
Der öffentliche Glaube des Erbscheins ist in den §§ 2366, 2367 BGB geregelt. Hier wird im Umfang der Vermutung des § 2365 BGB ein öffentlicher Glaube begründet und dieser wiederum auf den gesetzlichen Inhalt des Erbscheins beschränkt.
Öffentlicher Glaube bedeutet hier, dass schon die bloße Existenz des Erbscheins maßgebend ist, ohne dass dieser einem gutgläubigen Dritten (z. B. Erwerber) auch tatsächlich vorgezeigt werden müsste. Nach § 2365, § 2366 BGB gilt der Inhalt des Erbscheins für einen gutgläubigen Erwerber als richtig, wenn der im Erbschein Ausgewiesene Erwerbsgeschäfte oder Verfügungsgeschäfte vornimmt. Der Erbschein ersetzt somit gegenüber einem Gutgläubigen das in Wahrheit fehlende Erbrecht. Wer also bei Existenz eines Erbscheins vom vermeintlichen Erben Eigentum erwirbt, wird rechtmäßiger Eigentümer, wenn er gutgläubig war.
Der Erbschein sagt hingegen nichts darüber aus, ob eine veräußerte Sache oder Forderung wirklich zum Nachlass gehört. Hinsichtlich des Eigentums wird kein Rechtsschein gesetzt. Ob z. B. der Erblasser Eigentümer der veräußerten Sache oder Inhaber einer Forderung war, ergibt sich aus dem Erbschein nicht.
Der öffentliche Glaube schützt nur den rechtsgeschäftlichen Erwerb, greift aber nicht ein, wenn vom Erbscheinserben kraft Gesetzes erworben wird, zum Beispiel durch weiteren Erbgang (§ 1922 BGB) oder durch Maßnahmen der Zwangsvollstreckung. § 2366 BGB erfasst entsprechend seinem Regelungsanliegen, den Rechtsverkehr zu schützen, nur die so genannten Verkehrsgeschäfte. Deshalb gilt der Erbschein auch nicht für Rechtsgeschäfte, die von Miterben zur Erbauseinandersetzung vorgenommen werden.

## Erbschein im Bankverkehr
Die bisherige Praxis der Geldinstitute, bei Umschreibungen von Bankkonten verstorbener Kontoinhaber von den Erben einen Erbschein zu verlangen, ist nach einem Urteil des Bundesgerichtshofs seit Oktober 2013 nicht rechtmäßig, entsprechende Klauseln in den Allgemeinen Geschäftsbedingungen sind unwirksam. Danach braucht die Erbberechtigung von Erben nicht durch einen kostenpflichtigen Erbschein nachgewiesen zu werden, sondern es genügt die Vorlage eines notariell beurkundeten Testaments oder eines Erbvertrags. Der BGH bekräftigte damit seine frühere Rechtsprechung, wonach ein eröffnetes öffentliches Testament einen ausreichenden Nachweis des Erbrechts erbringt.
2016 führte der BGH diese Rechtsprechung fort. Die Erbfolge, so der BGH, könne auch durch Vorlage eines eröffneten eigenhändigen Testaments belegt werden, wenn dieses die Erbfolge mit der im Rechtsverkehr erforderlichen Eindeutigkeit nachweise. Eine Bank, die ungeachtet dessen die Vorlage eines Erbscheins verlange, mache sich hinsichtlich der Kosten der Erbscheinserteilung schadensersatzpflichtig.
Bei den Anforderungen an den Nachweis der Rechtsnachfolge ist auch den berechtigten Interessen der Erben an einer möglichst raschen und kostengünstigen Abwicklung des Nachlasses Rechnung zu tragen. Den über rechtlich versierte Fachkräfte verfügenden Kreditinstituten müsse bekannt sein, dass Erben ihr Erbrecht nach der Rechtsprechung des BGH und der ganz herrschenden Meinung in der Literatur nicht nur durch einen Erbschein, sondern auch auf andere Weise nachweisen können.
Die grundsätzliche Pflicht zur Vorlage eines Erbscheins ist im Übrigen dem Erbrecht des BGB nicht zu entnehmen. Die Bestimmungen der §§ 2366, § 2367 BGB regeln nicht, wie der Nachweis des Erbrechts geführt werden kann, sondern unter welchen Voraussetzungen mit befreiender Wirkung an die im Erbschein als Erbe bezeichnete Person geleistet werden kann.

## Gegenständlich beschränkter Erbschein
Der Erbschein bezieht sich grundsätzlich auf den gesamten Nachlass, auch wenn sich dieser teilweise im Ausland befindet und ausländischem Recht unterliegt. Um dem deutschen Gericht die mitunter kosten- und zeitaufwändige Prüfung ausländischen Rechts zu ersparen, kann gemäß § 352c FamFG ein gegenständlich beschränkter Erbschein beantragt und erteilt werden, der sich nur auf die im Inland befindlichen Gegenstände bezieht. In diesem sogenannten Fremdrechtserbschein sind neben der gegenständlichen Beschränkung auf den im Inland befindlichen Nachlass auch der Berufungsgrund (gesetzliche oder gewillkürte Erbfolge) und das angewandte ausländische Erbrecht (Erbstatut) anzugeben. Auch wenn der gegenständlich beschränkte Erbschein seine Wirkung auf die im Inland befindlichen Vermögensstücke beschränkt, bezeugt er nicht die Zugehörigkeit bestimmter Gegenstände zum Nachlass.

## Höferecht
Eine Besonderheit im deutschen Recht findet sich in der Vererbung von landwirtschaftlichen Höfen im Sinne der Höfeordnung. Über die Person des Hoferben wird ein Hoffolgezeugnis bezeichnet, welches dem Erbschein rechtlich gleichsteht. Die Erbfolge und die Definition eines land- oder forstwirtschaftlichen Hofes sind in der Höfeordnung besonders geregelt und spezifischen Bedingungen unterworfen. Dieses Gesetz gilt für die Länder Hamburg, Niedersachsen, Nordrhein-Westfalen und Schleswig-Holstein. Zuständig ist ein Amtsgericht als Landwirtschaftsgericht, meist für mehrere Gerichtsbezirke.

## Erbscheinsverfahren
Verfahren, die Erbscheine betreffen, gehören zu den Nachlasssachen (§ 342 Abs. 1 Nr. 6 FamFG).
Das jeweils örtlich zuständige Nachlassgericht hat dem Erben einen Erbschein nur auf seinen Antrag hin zu erteilen (§ 2353 BGB). Antragsteller können sein:
- jeder Erbe (Alleinerbe, Miterbe, Vorerbe und Nacherbe ab Nacherbfall). Voraussetzung ist, dass er das Erbe angenommen hat.
- Testamentsvollstrecker, Nachlassverwalter und Nachlassinsolvenzverwalter sowie
- Gläubiger, die zur Zwangsvollstreckung gegen den Erben einen Erbschein benötigen (§ 792, § 896 ZPO).

Sofern der Erblasser seinen letzten Wohnsitz in Deutschland hatte, ist das Amtsgericht (Nachlassgericht) für das Erbscheinverfahren örtlich zuständig, in dessen Bezirk sich der letzte Wohnsitz des Erblassers befand. Lag der letzte Wohnsitz des Erblassers im Ausland, so ist das Amtsgericht Berlin-Schöneberg zuständig. Der Antrag muss beim Nachlassgericht oder bei einem Notar beurkundet werden. Hierbei muss der Antragsteller die Tatsachen, die das behauptete Erbrecht begründen, angeben (§ 352 FamFG) und die Richtigkeit an Eides statt versichern. Beantragt eine Person einen gemeinsamen Erbschein, muss sie keine Vollmacht der anderen Erben vorweisen. Sie muss jedoch versichern, dass auch die anderen Erben die Erbschaft angenommen haben.§ 352a FamFG.
Das Nachlassgericht ermittelt von Amts wegen den oder die Erben. Wenn es die erforderlichen Tatsachen für festgestellt erachtet, erteilt es den Erbschein.

## Gebühren
Für das Verfahren über den Antrag auf Erteilung eines Erbscheins fällt eine Gebühr nach Nr. 12210 des Kostenverzeichnisses zum Gerichts- und Notarkostengesetz (GNotKG) an.
Für die nach § 352 Abs. 3 FamFG in der Regel erforderliche (nicht in einfachen Fällen (Ehegatte, Eltern, Kinder erben)) Abnahme der eidesstattlichen Versicherung fällt aufgrund Nr. 12210 Abs. 2 KV GNotKG und Vorbemerkung 1 Abs. 2 zusätzlich eine Gebühr nach Nr. 23300 KV GNotKG an.
Die Gebühren steigen degressiv mit dem Nachlasswert an und sind in Anlage 2 zum GNotKG tabelliert. In der Regel wird das 2,0fache der Tabelle B angesetzt (je 1-fach für die Verfahrenskosten und für die eidesstattliche Versicherung). Bei Beantragung des Erbscheins durch einen Notar fällt für die Vornahme der eidesstattlichen Versicherung zusätzlich Umsatzsteuer in Höhe von 19 % bezogen auf die 1,0 fache Gebühr der Tabelle B an. Somit ist die Beantragung des Erbscheins beim Nachlassgericht günstiger als bei einem Notar. 
Die Höhe dieser Gebühren entspricht den Gebühren für die Errichtung eines notariellen Testaments. Um die Kosten für den Notar zu sparen, errichtet mancher Erblasser sein Testament handschriftlich; allerdings haben dann in vielen Fällen (insbesondere, wenn Grundbesitz im Nachlass vorhanden ist) die Erben eine Gebühr in gleicher Höhe für den Erbschein aufzubringen.

## Andere Staaten
In den Vereinigten Staaten von Amerika hat sich die Nutzung widerruflicher, zu Lebzeiten eingerichteter Trusts eingebürgert, durch die Testamentseröffnungsverfahren und deren Gebühren auf eine geringe Bemessungsgrundlage beschränkt oder sogar gänzlich umgangen werden können.
Für Erbfälle ab dem 17. August 2015 gelten die Vorschriften der EU-Erbrechtsverordnung. Artikel 62 sieht die Einführung eines Europäischen Nachlasszeugnisses zur Verwendung in einem anderen Mitgliedstaat vor.